# Emma Luzia Bähler
Emma Luzia Bähler (* 14. März 1885 in Bern; † 10. Februar 1970 in Sigriswil) war eine Schweizer Volkswirtschafterin, Lehrerin und Frauenrechtlerin.

## Leben
Emma Luzia Bähler wurde als Tochter von Christina Fankhauser und Ludwig Christian Gottlieb Bähler geboren. Sie absolvierte das Gymnasium in Bern und studierte anschliessend an der Universität Zürich Volkswirtschaft. Im Jahr 1911 wurde Emma Bähler bei Heinrich Sieveking mit der Arbeit Beiträge zur Geschichte und Darstellung des schweizerischen landwirtschaftlichen Unterrichts promoviert. Bähler fand 1912 eine Anstellung an der Mädchenhandelsschule Bern, ab 1. Juli 1912 war sie Leiterin des Büros für Schweizerische Schulstatistik für die Landesausstellung in Bern. Sie erhielt den Auftrag, im Hinblick auf die Landesausstellung 1914 in Bern eine Schweizer Schulstatistik zu erstellen. Sie wurde zur Mitredaktorin der Huberschen Schulstatistik der Schweiz. Als verantwortliche Redaktorin gab Emma Luzia Bähler zwischen 1915 und 1950 im Auftrag der Konferenz der Kantonalen Erziehungsdirektoren das Jahrbuch Archiv für das schweizerischen Unterrichtswesen heraus. In diesem Werk publizierte sie vergleichende Beiträge zur Situation des Bildungswesens in der Schweiz. Besonders wichtig waren die Übersichten über Die Organisation des öffentlichen Schulwesen der Schweiz (1924, 1932 und 1947).
An der höheren Töchterschule Zürich unterrichtete Emma Luzia Bähler in den Jahren von 1914 bis 1922 Volkswirtschaft, Handelskorrespondenz und Deutsch. Sie verfasste die Schulstatistik für die Landesausstellung 1939 und war bis 1948 Lehrerin am Hauswirtschaftslehrerinnenseminar Aarau.
Emma Luzia Bähler war 1919 Mitgründerin und Verwaltungsratsmitglied der Schweizer Frauenblatt AG Aarau. Mit Frida Humbel und Elisabeth Flühmann engagierte sie sich von 1927 bis 1938 als Mitherausgeberin der Zeitschrift Die Besinnung.

## Publikationen
- Die Organisation des öffentlichen Schulwesens der Schweiz, Zürich, 1932
- Die Organisation des öffentlichen schweizerischen Schulwesens, 1924.
- Konferenz der kantonalen Erziehungsdirektoren 1898–1948: Kurzer Abriss ihrer Geschichte und ihres Werkes, 1948.